# Израиль на летних Олимпийских играх 1964
Израиль принимал участие в Летних Олимпийских играх 1964 года в Токио (Япония) в четвёртый раз за свою историю, но не завоевал ни одной медали. Сборная страны состояла из 10 спортсменов (8 мужчин, 2 женщины), которые приняли участие в соревнованиях по лёгкой атлетике, стрельбе и плаванию.